# Eubleekeria
Eubleekeria is een geslacht van straalvinnige vissen uit de familie van ponyvissen (Leiognathidae).

## Soorten
- Eubleekeria jonesi (P. S. B. R. James, 1971)
- Eubleekeria kupanensis (Kimura & Peristiwady, 2005)
- Eubleekeria rapsoni (Munro, 1964)
- Eubleekeria splendens (Cuvier, 1829)